# Gabriela Canavilhas
Maria Gabriela da Silveira Ferreira Canavilhas (ur. 29 marca 1961 w Sá da Bandeira) – portugalska pianistka, pedagog, działaczka kulturalna i polityk, posłanka do Zgromadzenia Republiki, minister kultury (2009–2011).

## Życiorys
Absolwentka studiów muzycznych na Universidade Nova de Lisboa. Kształciła się również w zakresie gry na fortepianie w lizbońskim konserwatorium. W latach 1986–2004 występowała regularnie jako pianistka, zdobywając kilka nagród na różnych festiwalach i nagrywając siedem własnych albumów. Wykonywała m.in. utwory współczesnych kompozytorów portugalskich, z których część skomponowano specjalnie dla niej. Grała również w Stanach Zjednoczonych, Włoszech, Brazylii i Niemczech.
Została także nauczycielem akademickim, pracując głównie w Conservatório Nacional de Lisboa. Przewodniczyła różnym instytucjom kulturalnym (m.in. Orquestra Metropolitana de Lisboa i Academia Nacional Superior de Orquestra). Jako konsultantka współpracowała z Instytutem Camõesa i Casa da Música. W 1999 zainicjowała i kierowała festiwalem muzycznym Festival MusicAtlântico na Azorach. Od 2000 prowadziła kilka programów kulturalnych w stacji radiowej Antena 2.
W latach 2008–2009 odpowiadała za kulturę w administracji regionalnej Azorów. W październiku 2009 objęła stanowisko ministra kultury w drugim rządzie José Sócratesa; zajmowała je do czerwca 2011. W tym samym roku uzyskała mandat posłanki do Zgromadzenia Republiki z listy Partii Socjalistycznej. Utrzymała go również w wyborach w 2015, zrezygnowała jednak z zasiadania w parlamencie w trakcie kadencji.